# Лібер Олександр Євгенович
Олександр Євгенович Лібер (2 (23) січня 1914 року, Полтава — 27 червня 1987 року, Саратов) — радянський математик, геометр, доктор фізико-математичних наук (1957), професор Саратовського університету. Учасник Другої Світової війни, старший лейтенант Червоної Армії, кавалер Ордена Червоної Зірки.

## Біографія
Народився в сім'ї службовця. Після Жовтневого перевороту разом з сім'єю переїхав у Нижній Новгород, де у 1930 році закінчив середню школу, а в 1932 році — політехнікум зв'язку. 
Після закінчення технікуму Лібер працював старшим радіотехніком широкомовної радіостанції в місті Куйбишев (нині Самара). У вересні 1933 року вступив на фізико-математичний факультет Саратовського університету, а після закінчення університету у 1938 році став першим аспірантом у професора В. В. Вагнера. З тих пір його наукова діяльність була пов'язана з кафедрою геометрії Саратовського університету.
У 1939 році перервав роботу над дисертацією в зв'язку з участю у військових діях на Халхін-Голі. 
Навесні 1941 року, після повернення в університет, Лібер закінчує дисертаційну роботу з теорії мереж. 18 червня 1941 року захистив кандидатську дисертацію. 
24 червня 1941 року мобілізований в армію. Брав участь в Сталінградській битві, був нагороджений багатьма орденами і медалями, серед яких орден Червоної Зірки, медалі "За бойові заслуги", "За взяття Берліна".
В кінці 1945 року, Лібер повернувся в Саратовський університет, де став доцентом кафедри геометрії. Кілька років головне місце в дослідженнях — вивчення геометрії поверхонь різних розмірностей в геометричному n-вимірному просторі із заданою фундаментальною групою, яка є групою Лі перетворень. 
На основі розвинутої В. В. Вагнером загальної теорії геометричних диференціальних об'єктів Лібер прийшов до однозначного визначення поверхні фундаментальним геометричним диференціальним об'єктом на випадок довільної поверхні в просторі з фундаментальної групою. Побудована ним геометрична теорія увійшла в зміст докторської дисертації, яка була захищена у 1957 році в Московському університеті.
Наукові інтереси Лібера не обмежувалися диференціальною геометрією. Ряд значних результатів був отриманий ним в суміжних областях алгебри.
Лібер протягом багатьох років очолював Саратовський міський науково-дослідний геометричний семінар, був членом редколегії міжвузівського наукового збірника, членом бюро Всесоюзного геометричного семінару ім. Г. Ф. Лаптєва при ВІНІТІ, у 1978—1979 роках завідував кафедрою геометрії Саратовського Державного Універститету.